# 伊萊基姆·H·穆爾
伊萊基姆·黑斯廷斯·穆爾（英語：Eliakim Hastings Moore，1812年6月19日—1900年4月4日）是俄亥俄州眾議院議員。
數學家E·H·穆爾是他的孫子。

## 外部連結
- Descendants of Thomas Hastings website （页面存档备份，存于）
- Descendants of Thomas Hastings on Facebook（页面存档备份，存于）